# Tre Valli Varesine 1981
La Tre Valli Varesine 1981, sessantunesima edizione della corsa, si svolse il 27 giugno 1981 su un percorso di 220,3 km. La vittoria fu appannaggio del tedesco Gregor Braun, che completò il percorso in 5h25'54", precedendo gli italiani Alessandro Paganessi e Pierino Gavazzi.
Sul traguardo 58 ciclisti, sui 105 partiti, portarono a termine la competizione.

## Ordine d'arrivo (Top 10)
| Pos. | Corridore                | Squadra              | Tempo    |
| ---- | ------------------------ | -------------------- | -------- |
| 1    | Gregor Braun             | Famcucine-Campagnolo | 5h25'54" |
| 2    | Alessandro Paganessi     | Bianchi-Piaggio      | a 1'12"  |
| 3    | Pierino Gavazzi          | Magniflex-Olmo       | a 1'14"  |
| 4    | Emanuele Bombini         | Hoonved-Bottecchia   | s.t.     |
| 5    | Juan Fernández Martín    | Kelme                | s.t.     |
| 6    | Palmiro Masciarelli      | Famcucine-Campagnolo | s.t.     |
| 7    | Claudio Savini           | Selle San Marco      | s.t.     |
| 8    | Giovanni Battaglin       | Inoxpran             | s.t.     |
| 9    | Gianbattista Baronchelli | Bianchi-Piaggio      | s.t.     |
| 10   | Marino Lejarreta         | Teka                 | s.t.     |